# Георгадзе, Тамаз Васильевич
Тама́з Васи́льевич Георга́дзе (груз. თამაზ ვასილის ძე გიორგაძე; род. 9 ноября 1947, Тбилиси) — грузинский, ранее советский, шахматист, гроссмейстер (1977). Старший тренер ФИДЕ (2004).

## Биография
Неоднократный чемпион Грузии. Участник трёх чемпионатов СССР, лучшие результаты: 1978 — 4-е; 1979 — 5-7-е места. Участник зонального турнира СССР 1982 года в Ереване.
Победитель Всемирной студенческих олимпиады (1969, в составе команды СССР) и Кубка европейских клубов (в составе команды «Буревестник»).
Лучшие результаты в международных турнирах: Тбилиси (1974, 1977 и 1985) — 1-2-е (дважды) и 4-6-е; Люблин (1974 и 1976) — 4-8-е и 4-е; Дечин (1974, 1975 и 1977) — 1-2-е, 2-е и 5-6-е; Зплина (1976) — 1-е; Приморско (1977) — 2-3-е; Дортмунд (1979 и 1984) — 1-е и 6-е; Гастингс (1979/1980) — 4-6-е; Багио (1980) — 3-6-е; Мединадель-Кампо (1980) — 3-4-е; Кёльн — Порц (1981/1982) — 4-е; Ганновер (1983) — 2-е; Львов (1984) — 5-6-е; Лугано (1985) — 2-15-е (168 участников); Понтеведра (1986) — 1-3-е; Коста-дель-Соль (1986) — 1-е; Севилья (1987) — 1-3-е места.
Шахматист активного позиционного стиля.

## Изменения рейтинга
| Графики недоступны из-за технических проблем. См. информацию на Фабрикаторе и на mediawiki.org. |